# Guamá (Cuba)
El municipio de Guamá está situado en la parte occidental y sur de la provincia de Santiago de Cuba.
Este municipio surgió en 1976 con la nueva división político-administrativa, con su capital en el poblado de Chivirico. Anteriormente este vasto territorio formaba parte del término municipal de El Cobre.
Junto al de Santiago de Cuba, comparte el litoral de la provincia, y en su caso, es largo y tiene una estrecha franja costera, que a su vez comprende una buena porción de la Sierra Maestra, macizo montañoso más importante de Cuba.

## Situación geográfica
Esta situación geográfica determina la fisionomía del municipio, que es eminentemente montañoso, al encontrarse en el mismo la zona más intrincada de la sierra, en este caso el Pico Real del Turquino, con sus 1974 metros de altitud sobre el nivel del mar, y una parte de la llamada "Sierrita o Maestrica de Los Libertadores" cuyos picos sobrepasan los 1700 m s. n. m. de altitud, compartida con la provincia de Granma.
El origen geológico del municipio de Guamá está estrechamente vinculado con la formación de la Sierra Maestra, surgida del fondo del mar, por fuertes movimientos verticales. Frente a su costa, al hundirse un bloque se originó la Fosa de Oriente (6 mil metros), la más profunda del país. El municipio ocupa una buena porción de la ladera norte de la mayor serranía cubana.
Guamá tiene unos 175 km de largo, lo que lo hace el municipio más largo de Cuba, y su eje longitudinal aproximadamente sigue la dirección de los paralelos, lo que incide en sus características climáticas, hidrográficas y en sus suelos.

### Extensión y Límites
El municipio de Guamá está situado en la porción sur-occidental de la provincia de Santiago de Cuba. Se extiende por una estrecha franja de 175 km de largo, desde el río Macío hasta la playa de Bueycabón.
Extensión: con sus 949,69 km² ocupa el segundo lugar entre los municipios santiagueros, pero el octavo por su población. 
Límites
- Al norte: están los municipios de Bartolomé Masó, Buey Arriba, Guisa, en la provincia de Granma; Tercer Frente y Palma Soriano.
- Al este: aparece el municipio de Santiago de Cuba.
- Al sur: está el Mar Caribe.
- Al oeste: encontramos el municipio de Pilón, provincia de Granma.

Es destacable el hecho de que los límites municipales de Guamá están determinados en buena medida por accidentes naturales. Por el norte se encuentran algunos de los altos picos de la Sierra Maestra, por el este es una línea irregular que pasa por la misma serranía, al sur es el Mar Caribe y al oeste es el río Macío.
La parte más ancha del municipio está entre Punta Tabacal y un sitio que penetra en el municipio de Guisa, Granma, de unos 18 km de ancho, mientras que la parte más estrecha está cerca de la desembocadura del río Nima-Nima y la sierra, de unos 4 km. Su parte más larga es de unos 175 km, y la forma toda su faja costera. La anchura promedio del municipio es de 5 km.

### Situación geográfica
Punto extremo septentrional: 20 grados 05 minutos de latitud norte.
Es un punto situado cerca del nacimiento del río Guisa, afluente del río Bayamo, municipio de Guisa, provincia de Granma, en una altura superior a los mil metros, en plena Sierra Maestra.
Punto extremo oriental: 75° 50' de longitud occidental.
Situado exactamente en la playa de Bueycabón, en los límites con el municipio de Santiago de Cuba. Se ubica en la costa.
Punto extremo meridional: 19° 40' de latitud norte.
Se localiza cerca de la desembocadura del río El Macho, en plena costa caribeña.
Punto extremo occidental: 77° 5' de longitud occidental.
Se localiza en el curso medio del río Macío, a unos 500 m s. n. m. de altitud, en la Sierra Maestra. Su capital municipal es el pueblo de Chivirico.

### Costas

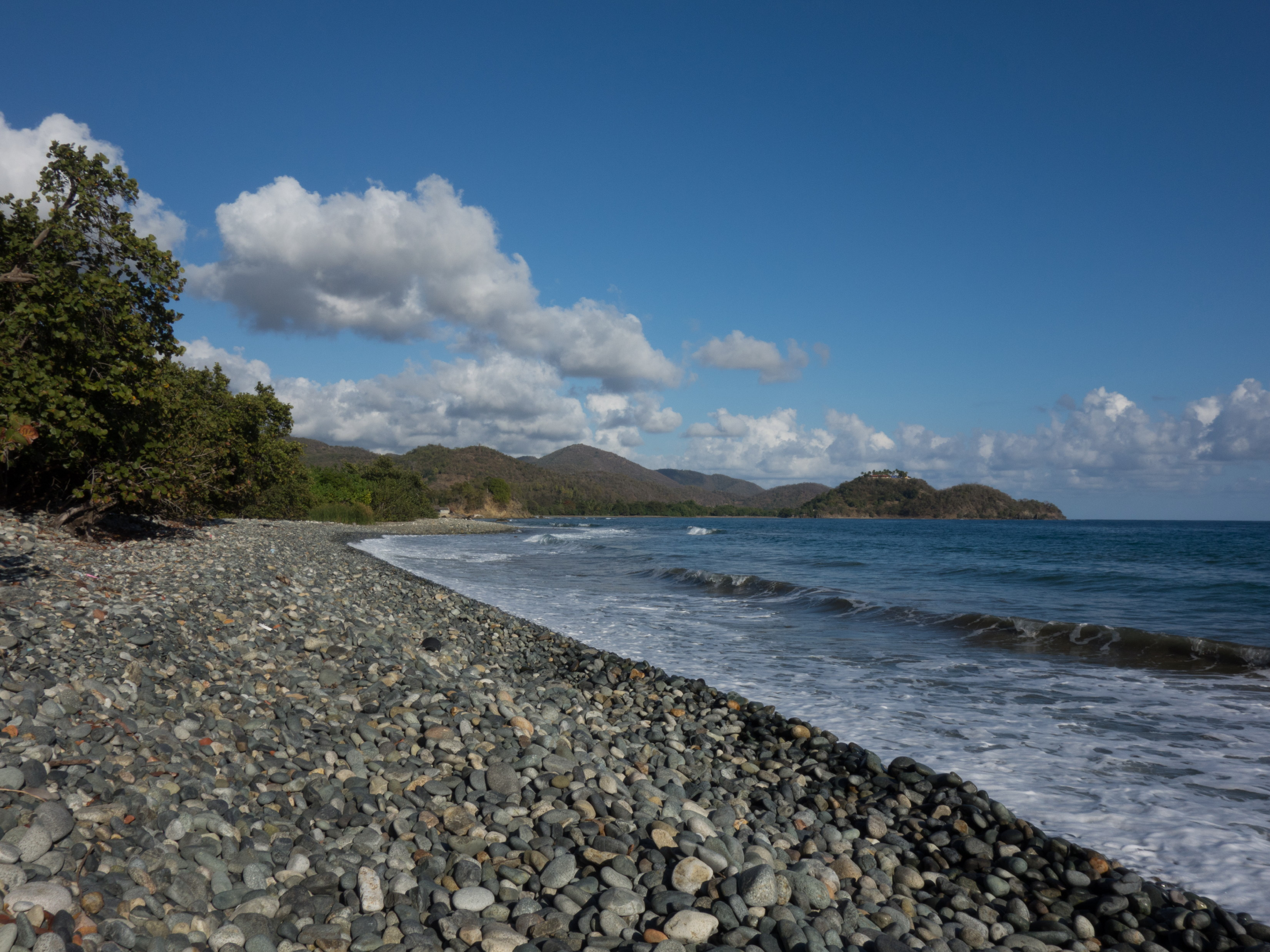
Costa cerca Chivirico

Guamá y Santiago de Cuba son los únicos municipios de la provincia homónima que tienen costas. De ellas, las 2/3 partes corresponden a Guamá.
La costa guamense es alta y acantilada, y se destaca porque en muchos sitios las montañas de la Sierra Maestra caen directamente al mar, formando paisajes de una extraordinaria belleza.
Al ser una costa maciza, no tiene accidentes costeros de gran importancia. En sitios, está cortada por la desembocadura de los numerosos ríos que descienden desde la Sierra Maestra. En otras partes aparece una estrecha llanura costera, donde se asienta una buena parte de la población. En algunos tramos costeros, los espolones montañosos caen directamente al mar.
Partiendo desde el oeste, se destacan los siguientes accidentes costeros:
Punta Las Llanas, ensenada de las Cuevas, ensenada del Turquino, Punta Bayamita, Boca de Caraballo, Punta Tabacal, Cayo Dama, Punta de Moquenque, Playa Sevilla, El Francés, Caletón Blanco y otras.

### Evolución geológica
Al igual que el resto de Cuba, el municipio de Guamá surgió del fondo de los mares, a través de un proceso de formación que duró millones de años. El origen de la mayor serranía cubana, se debió al levantamiento de un gran bloque, mientras que hacia el sur se hundía otro bloque, que formó la profunda Hoya de Bartlett, y la conocida Fosa de Oriente con sus seis mil metros de profundidad, situada exactamente frente al Pico Turquino.
El desnivel que se formó entre la parte más alta de la sierra y la profundidad de la fosa, es de unos ocho mil metros, casi similar al Pico Everest o Chomolugma, por lo que forma uno de los mayores desniveles de la corteza terrestre.
En este movimiento de levantamiento el Pico Real del Turquino se elevó por encima de los otros picos, quedando como la mayor altitud del país con sus 1974 metros. El origen del nombre de la mayor altitud cubana viene del nombre de un cacique de la zona conocido como Tarquino. Esta parece ser la referencia más importante a este nombre.
De acuerdo con la historia geológica cubana la mayor parte del municipio de Guamá está formado por depósitos del Paleoceno-Eoceno con sedimentos volcanógenos y sedimentarios correspondientes al Paleógeno, con pequeños afloramientos de rocas ígneas ácidas (basaltos) correspondientes al Cenozoico, así como formaciones aisladas, sobre todo hacia la costa, correspondientes al Cretácico con rocas volcanógenas y sedimentarias.
El territorio está recorrido por diferentes fallas.
Resulta interesante el afloramiento de rocas volcánicas al oeste de la desembocadura del río Turquino, totalmente diferente al resto de las rocas que lo rodean.

### Clima, vegetación y fauna
El clima del municipio es tropical, aunque al estar situado al sur de la Sierra Maestra, predominan en buena parte de su territorio condiciones de sequedad.
La más extensa serranía cubana sirve de barrera natural a los vientos alisios que vienen cargados de humedad desde el Océano Atlántico. Al encontrarse con estas montañas, se ven obligados a elevarse, por tanto se condensan y se precipitan en su ladera norte, y al descender secos por la ladera sur, lugar donde se encuentra el municipio, propician mayores condiciones de sequedad.
También se debe recordar que la ladera sur de la Sierra Maestra está todo el año frente al sol, y acentúa esas condiciones de escasa humedad. A ese sitio se le nombra como la solana, mientras que la norte, más fresca y húmeda se conoce como umbría.
En el mapa de las temperaturas medias mensuales del aire, se puede comprobar que en el mes de julio, o sea, en la estación de verano, aparecen las isotermas 27 y 26 °C, siguiendo la misma dirección latitudinal. En los altos picos de la Sierra de Turquino son más bajas las temperaturas que se corresponden con la isoterma 17 °C.
En el mes de enero, y correspondiéndose con el invierno, o temporada más fresca aparecen las isotermas 23, 22 y 21 °C, mientras que alrededor del Pico Turquino está la isoterma 15 °C.

### Precipitaciones
En el mapa de precipitaciones anuales, el municipio de Guamá tiene 1200 mm de lluvias hacia la costa, cuyos valores van ascendiendo hacia las montañas, llegando a valores superiores a los 2000 mm en los altos picos de la Sierra de Turquino.
En el período lluvioso (mayo-octubre), coincidente con los meses de más calurosos, ocurren las mayores precipitaciones, estando los valores entre 1000 mm en la costa y hasta 1600 en el macizo del Pico Turquino y zonas aledañas.
Durante el período seco o de escasas precipitaciones (noviembre-abril) el valor de las precipitaciones descienden a unos 300 mm, en la costa y alcanzan los 600 mm en las montañas.
La zona norte del municipio de Guamá, está entre las regiones más pluviosas de Cuba, coincidiendo con las mayores alturas de la Sierra Maestra.